# カナシミ
『カナシミ』は、スネオヘアーの4枚目のアルバム。2005年12月7日にリリースした。

## 収録曲
1. no trick
  - 作詞・作曲：渡辺健二
2. ワルツ
  - 作詞・作曲：渡辺健二
  - CX系アニメ『ハチミツとクローバー』エンディング・テーマ
3. 悲しみロックフェスティバル（album version）
  - 作詞・作曲：渡辺健二
4. フューチャー
  - 作詞・作曲：渡辺健二
5. 空も忙しい
  - 作詞・作曲：渡辺健二
6. ランドマーク
  - 作詞・作曲：渡辺健二
7. peaky
  - 作詞・作曲：渡辺健二
8. moon face
  - 作詞・作曲：渡辺健二
9. Merry Christmas to me
  - 作詞・作曲：渡辺健二
10. happy end（feat.azumi）
  - 作詞・作曲：渡辺健二
11. クーペ
  - 作詞・作曲：渡辺健二
12. NO.1
  - 作詞・作曲：渡辺健二